# إبراهيم الوالي مصطفى
إبراهيم الوالي مصطفى (ولد في 12 يوليو 1997) لاعب كرة قدم تشادي يجيد اللعب في مركز الوسط المحوري وبدرجة أقل الوسط المدافع. يلعب حاليا لصالح المحرق البحريني منذ 2022.

## المسيرة الرياضية

### الأندية
في 1 يوليو 2018 انتقل الوالي إلى المالكية البحريني في صفقة انتقال حر. في موسمه الأول 2018-2019 وفي بطولة دوري الدرجة الممتازة ساهم في احتلال فريقه المركز العاشر الأخير برصيد 13 نقطة من 18 مباراة بفارق ست نقاط عن منطقة الأمان وبالتالي الهبوط إلى الدرجة الثانية. وفي بطولة كأس ملك البحرين خرج فريقه من الدور الثمن النهائي عندما خسر من الحالة 0-2. وفي بطولة كأس الاتحاد البحريني خرج فريقه من دور المجموعات بعدما احتل المركز الثاني في المجموعة الرابعة برصيد ثلاث نقاط من ثلاث مباريات. وفي بطولة كأس الاتحاد الآسيوي خرج فريقه من دور المجموعات بعدما احتل المركز الثاني في المجموعة الثالثة برصيد ثماني نقاط من ست مباريات.
في موسمه الثاني 2019-2020 وفي بطولة دوري الدرجة الثانية ساهم في تتويج فريقه بالبطولة بعدما تصدر الترتيب برصيد 45 نقطة من 20 مباراة بفارق سبع نقاط عن الوصيف البديع وبالتالي الصعود إلى الدرجة الممتازة ليحقق الوالي أولى بطولاته الشخصية. وفي بطولة كأس ملك البحرين خرج فريقه من الجولة الأولى عندما خسر في الدور الثمن النهائي من الحد 3-6. وفي بطولة كأس الاتحاد البحريني خرج فريقه من دور المجموعات بعدما احتل المركز الخامس في المجموعة الثانية برصيد نقطة واحدة من أربع مباريات.
في 1 يوليو 2020 انتقل الوالي من المالكية إلى الحالة البحريني في صفقة انتقال حر. في موسمه الأول 2020-2021 وفي بطولة دوري الدرجة الثانية ساهم في تتويج فريقه بالبطولة بعدما تصدر الترتيب برصيد 41 نقطة من 18 مباراة بفارق ثلاث نقاط عن الوصيف الخالدية وبالتالي الصعود إلى الدرجة الممتازة ليحقق الوالي ثاني بطولاته الشخصية. وفي بطولة كأس ملك البحرين ساهم في وصول فريقه إلى الدور الربع النهائي عندما خسر من الرفاع الشرقي 1-2. وفي بطولة كأس الاتحاد البحريني خرج فريقه من دور المجموعات عندما احتل المركز الرابع في المجموعة الثانية برصيد ثلاث نقاط من أربع مباريات.
في موسمه الثاني 2021-2022 وفي بطولة دوري الدرجة الممتازة ساهم في احتلال فريقه المركز الخامس برصيد 25 نقطة من 18 مباراة بفارق سبع نقاط عن منطقة الهبوط. وفي بطولة كأس ملك البحرين خرج فريقه من الجولة الأولى عندما خسر في الدور الثمن النهائي من الرفاع 1-2. وفي بطولة كأس الاتحاد البحريني خرج فريقه من دور المجموعات.
في 18 يوليو 2022 انتقل الوالي من الحالة إلى المحرق البحريني في صفقة انتقال حر.

## الإنجازات

### الأندية
- المالكية
  - دوري الدرجة الثانية (1): 2019-2020
- الحالة
  - دوري الدرجة الثانية (1): 2020-2021